# Michał Buszek
Michał Buszek (ur. 2 stycznia 1815 w Muszynie, zm. 1 marca 1884 tamże) – mieszczanin, poseł na Sejm Ustawodawczy w Kromieryżu.

## Życiorys
Posiadacz gospodarstwa rolnego i warsztatu tkackiego w Muszynie. Przewodniczący i kasjer urzędu Kamery w Muszynie (1848–1850, 1854–1855)  I wiceburmistrz (1855) magistratu  w Muszynie.
Poseł na Sejm Ustawodawczy w Wiedniu i Kromieryżu (10 lipca 1848 – 7 marca 1849), wybrany w okręgu wyborczym Stary Sącz. W parlamencie należał do „Stowarzyszenia” skupiającego demokratycznych posłów polskich.

## Rodzina i życie prywatne
Urodzony w rodzinie mieszczańskiej, syn Łukasza (zm. 1843). Ożenił się w 1836 z Zofią z Wilczyńskich, mieli dwoje dzieci: syna i córkę.